# نوآرایی آروماتیک
تعدادی از نوآرایی‌هایی که در ترکیبات آروماتیک رخ می دهند شامل موارد زیر است:
هر دو مهاجرت‌های درون مولکولی و بین مولکولی مشاهده شده‌است.

## مهاجرت بین مولکولی از نیتروژن به کربن
تعدادی از مشتقات آنیلین در واکنش با اسید تحت نوآرایی قرار می‌گیرند. مثلاً در واکنش زیر N-کلرو استانیلید مخلوط مساوی از ارتو و پارا-کلرو استانیلید تولید می‌کنند:

## مهاجرت بین مولکولی از اکسیژن به کربن
تنها مهاجرت متداول از این دسته، نوآرایی فرایز است که آریل استر با یک اسید لوئیس ترکیب شده و ارتو و پارا- هیدروکسی کتون‌ها را تولید می‌کند.

## مهاجرت درون مولکولی از نیتروژن به کربن
مکانیسم این واکنش‌ها به‌طور کامل شناخته شده نیست.

## مهاجرت درون مولکولی از اکسیژن به کربن
نوآرایی کلایزن به آلیل فنول‌ها یک واکنش سیگماتروپی [3,3] می‌باشد.